# Nordenstamia
 Nordenstamia  Lundin, 2006  è un genere di piante angiosperme dicotiledoni della famiglia delle Asteraceae (sottofamiglia Asteroideae).

## Etimologia
Il nome scientifico del genere è stato definito dal botanico Roger Lundin (1955-2005) nella pubblicazione " Compositae Newsletter. Stockholm" ( Compositae Newslett. 44: 15) del 2006.

## Descrizione
Habitus. Le specie di questo genere hanno un habitus di tipo arbustivo o arboreo (alberi alti fino a 18 metri). Le superfici delle piante sono pubescenti per peli tricomi globulari-echinati (forme sferoidali con punte) e substellati (specialmente sulle foglie e parti giovani).
Radici. Le radici sono secondarie da rizoma (i rizomi possono essere striscianti) oppure sono tuberose (pelose, carnose o fibrose).
Fusto. La parte aerea in genere è eretta, semplice o ramosa.
Foglie. Le foglie sono sia basali che cauline disposte in modo alternato. Sono picciolate o sessili (quelle superiori). La forma della lamina è intera con varie forme (oblunga, lanceolata, cordata, ovata, obovata, triangolare o reniforme). I margini sono interi o dentato-seghettati. La consistenza della foglia varia da erbacea a coriacea e a volte è succulenta. La superficie è glabra oppure tomentosa; in alcune specie le venature sono palmate, in altre pennate.
Infiorescenza. Le sinflorescenze sono composte da diversi capolini raccolti in corimbi panicolati. Le infiorescenze vere e proprie sono formate da un capolino terminale peduncolato di tipo radiato. Alla base dell'involucro (la struttura principale del capolino) può essere presente un calice formato da alcune brattee fogliacee. I capolini sono formati da un involucro, con forme da cilindriche a campanulate, composto da diverse brattee, al cui interno un ricettacolo fa da base ai fiori di due tipi: quelli esterni del raggio e quelli più interni del disco. Le brattee sono disposte in modo embricato di solito su una sola serie e possono essere connate alla base. Il ricettacolo, a volte alveolato, è nudo (senza pagliette a protezione della base dei fiori); la forma è convessa, piatta o conica.
Fiori.  I fiori (quelli del raggio sono pochi: 2 - 5) sono tetra-ciclici (formati cioè da 4 verticilli: calice – corolla – androceo – gineceo) e pentameri (calice e corolla formati da 5 elementi). Sono inoltre ermafroditi, più precisamente i fiori del raggio (quelli ligulati e zigomorfi) sono femminili; mentre quelli del disco centrale (tubulosi e actinomorfi) sono bisessuali o a volte funzionalmente maschili.
- Formula fiorale:

*/x K {\displaystyle \infty }, [C (5), A (5)], G 2 (infero), achenio
- Calice: i sepali del calice sono ridotti ad una coroncina di squame.
- Corolla: nella parte inferiore i petali della corolla sono saldati insieme e formano un tubo. In particolare le corolle dei fiori del disco centrale (tubulosi) terminano con delle fauci dilatate a raggiera con cinque brevi lobi più o meno patenti. Nella corolla dei fiori periferici (ligulati) il tubo si trasforma in un prolungamento da ligulato a filiforme, terminante più o meno con cinque dentelli. Il colore delle corolle è giallo.
- Androceo: gli stami sono 5 con dei filamenti liberi. La parte basale del collare dei filamenti può essere dilatata. Le antere invece sono saldate fra di loro e formano un manicotto che circonda lo stilo. Le antere sono brevemente codate oppure sono sagittate. La struttura delle antere è di tipo tetrasporangiato, raramente sono bisporangiate. Il tessuto endoteciale è radiale o polarizzato. Il polline è tricolporato (tipo "helianthoid").[10]
- Gineceo: lo stilo è biforcato con due stigmi nella parte apicale. La forma degli stigmi varia da subtroncata a ottusa; possono essere ricoperti da minute papille. Le superfici stigmatiche sono continue o parzialmente confluenti.  L'ovario è infero uniloculare formato da 2 carpelli.

Frutti. I frutti sono degli acheni con pappo. La forma degli acheni è ellittico-oblunga; la superficie è percorsa da 8 - 10 coste longitudinali e può essere pubescente per peli ghiandolari. Non sempre il carpoforo è distinguibile. Il pappo è formato da numerose setole snelle, bianche o fulve; possono essere dilatate apicalmente.

## Biologia
Impollinazione: l'impollinazione avviene tramite insetti (impollinazione entomogama tramite farfalle diurne e notturne).

Riproduzione: la fecondazione avviene fondamentalmente tramite l'impollinazione dei fiori (vedi sopra).

Dispersione: i semi (gli acheni) cadendo a terra sono successivamente dispersi soprattutto da insetti tipo formiche (disseminazione mirmecoria). In questo tipo di piante avviene anche un altro tipo di dispersione: zoocoria. Infatti gli uncini delle brattee dell'involucro (se presenti) si agganciano ai peli degli animali di passaggio disperdendo così anche su lunghe distanze i semi della pianta. Inoltre per merito del pappo il vento può trasportare i semi anche a distanza di alcuni chilometri (disseminazione anemocora).

## Distribuzione e habitat
Le specie di questo genere sono distribuite nelle zone andine di Argentina, Bolivia, Ecuador e Perù.

## Tassonomia
La famiglia di appartenenza di questa voce (Asteraceae o Compositae, nomen conservandum) probabilmente originaria del Sud America, è la più numerosa del mondo vegetale, comprende oltre 23.000 specie distribuite su 1.535 generi, oppure 22.750 specie e 1.530 generi secondo altre fonti (una delle checklist più aggiornata elenca fino a 1.679 generi). La famiglia attualmente (2021) è divisa in 16 sottofamiglie; la sottofamiglia Asteroideae è una di queste e rappresenta l'evoluzione più recente di tutta la famiglia.

### Filogenesi
Il genere di questa voce appartiene alla sottotribù Tussilagininae della tribù Senecioneae (una delle 21 tribù della sottofamiglia Asteroideae). La sottotribù descritta in tempi moderni da Bremer (1994), dopo le analisi di tipo filogenetico sul DNA del plastidio (Pelser et al., 2007) è risultata parafiletica con le sottotribù Othonninae e Brachyglottidinae annidiate al suo interno. Attualmente con questa nuova circoscrizione la sottotribù Tussilagininae s.s. risulta suddivisa in quattro subcladi.
Il genere di questa voce appartiene al subclade chiamato "Gynoxoid Group" formato dalle specie Aequatorium, Gynoxys, Nordenstamia, Paracalia  e Paragynoxys. Questo gruppo è caratterizzato da specie originarie del Sud America (andina) il cui "habitus" è composto da portamenti eretti tipo arboreo o arbustivo (occasionalmente scandenti). All'interno del gruppo il genere Nordenstamia così come è circoscritto attualmente è polifiletico e risulta vicino al genere Gynoxys.
l cladogramma seguente, tratto dallo studio citato e semplificato, mostra una possibile configurazione filogenetica del gruppo (alcuni generi sono polifiletici).
|  | Gynoxys-1, Nordenstamia-1                               |
|  |                                                         |
|  | \| \| Gynoxys-2 \| \| \| \| \| \| Paracalia \| \| \| \| |
|  |                                                         |
|  | Gynoxys-2                                               |
|  |                                                         |
|  | Paracalia                                               |
|  |                                                         |

|  | Gynoxys-2 |
|  |           |
|  | Paracalia |
|  |           |

|  | Gynoxys-1, Nordenstamia-1                               |
|  |                                                         |
|  | \| \| Gynoxys-2 \| \| \| \| \| \| Paracalia \| \| \| \| |
|  |                                                         |
|  | Gynoxys-2                                               |
|  |                                                         |
|  | Paracalia                                               |
|  |                                                         |

|  | Gynoxys-2 |
|  |           |
|  | Paracalia |
|  |           |

|  | Paragynoxys |
|  |             |
|  | Aequatorium |
|  |             |

|  | Gynoxys-1, Nordenstamia-1                               |
|  |                                                         |
|  | \| \| Gynoxys-2 \| \| \| \| \| \| Paracalia \| \| \| \| |
|  |                                                         |
|  | Gynoxys-2                                               |
|  |                                                         |
|  | Paracalia                                               |
|  |                                                         |

|  | Gynoxys-2 |
|  |           |
|  | Paracalia |
|  |           |

|  | Gynoxys-1, Nordenstamia-1                               |
|  |                                                         |
|  | \| \| Gynoxys-2 \| \| \| \| \| \| Paracalia \| \| \| \| |
|  |                                                         |
|  | Gynoxys-2                                               |
|  |                                                         |
|  | Paracalia                                               |
|  |                                                         |

|  | Gynoxys-2 |
|  |           |
|  | Paracalia |
|  |           |

|  | Paragynoxys |
|  |             |
|  | Aequatorium |
|  |             |

I caratteri distintivi del genere  Nordenstamia sono:
- i fiori del raggio sono gialli, oblunghi e patenti;
- la pubescenza è fatta da tricomi substellati;
- i bracci dello stilo sono acuti fino ad acuminati.

### Elenco delle specie
Questo genere ha 17 specie:
- Nordenstamia cajamarcensis (H.Rob. & Cuatrec.) B.Nord.
- Nordenstamia carpishensis  (Cuatrec.) B.Nord.
- Nordenstamia fabrisii  (Cabrera) B.Nord.
- Nordenstamia huanucona  (Cuatrec.) B.Nord.
- Nordenstamia juninensis  (H.Rob. & Cuatrec.) B.Nord.
- Nordenstamia kingii  (H.Rob. & Cuatrec.) B.Nord.
- Nordenstamia limonensis  (B.Nord.) B.Nord.
- Nordenstamia longistyla  (Greenm. & Cuatrec.) B.Nord.
- Nordenstamia magnifolia  H.Beltrán & J.Campos
- Nordenstamia pascoensis  (H.Beltrán & H.Rob.) B.Nord.
- Nordenstamia repanda  (Wedd.) Lundin
- Nordenstamia rimachiana  (Cuatrec.) B.Nord.
- Nordenstamia stellatopilosa  (Cuatrec.) B.Nord.
- Nordenstamia tovarii  (H.Rob. & Cuatrec.) B.Nord.
- Nordenstamia tuestae  (Cuatrec.) B.Nord.
- Nordenstamia valenzuelae  H.Beltrán & J.Calvo
- Nordenstamia woytkowskii  (Cuatrec.) B.Nord.